# 阿部秀逸
阿部 秀逸（あべ しゅういつ、1868年5月15日（明治元年4月23日） - 1935年（昭和10年）4月29日）は、明治から昭和時代初期の政治家、実業家。貴族院多額納税者議員。旧姓・小林。

## 経歴
小林庄之助の長男としてのちの宮城県に生まれ、先代阿部たかの養子となり1906年（明治39年）家督を相続する。宮城師範学校を経て、明治法律学校を卒業し、1882年（明治15年）小学校訓導となる。ついで中津山村会議員、桃生郡会議員、仙台米穀取引所理事長、小牛田倉庫社長、宮城商業銀行取締役、仙台平機業監査役、宮城県信用組合理事、石巻製氷社長、石巻共同運輸、石巻運輸造船、東北製凾各取締役、仙台染織製綿監査役などを歴任した。
1923年（大正12年）宮城県多額納税者として補欠選挙で貴族院議員に互選され、同年12月6日から1925年（大正14年）9月28日まで在任した。在任中は交友倶楽部に所属した。

## 親族
- 妻：阿部せつ（養母たか長女）[3]
- 長男・温の妻：トクヨ（貴族院多額納税者議員・佐藤亀八郎二女）[3]